# Gossas
Gossas ist eine städtische Gemeinde (commune) im Zentrum Senegals. Sie ist Präfektur des Départements Gossas in der Region Fatick.

## Geographische Lage
Gossas liegt im Nordosten der Region Fatick, 150 Kilometer östlich von Dakar und 40 Kilometer von der Regionalpräfektur Fatick entfernt, im Erdnussbecken zwischen den Städten Kaolack und Diourbel. Das Gemeindegebiet hat eine Fläche von 5,601 km² und ist eine Enklave im Gebiet der ländlichen Gemeinde Ouadiour, deren Hauptort sechs Kilometer südlich der Stadt liegt. Fünf Kilometer westlich der Stadt liegt das Dorf Gossas Village, das zur Gemeinde Patar Lia gehört.

## Geschichte
Der Ort Gossas erhielt beim Ausbau der Bahnstrecke Dakar–Niger zwischen Thiès und Kayes, der zwischen 1907 und 1923 stattfand, eine Bahnstation. Die Bedeutung der Bahnlinie für die Entwicklung der Stadt lässt sich noch immer daran ablesen, dass alle Straßenzüge schachbrettartig parallel bzw. rechtwinklig zur Bahntrasse verlaufen.
Gossas erlangte im Jahr 1926 zugleich mit Bambey und Mbour den Status einer städtischen Gemeinde (commune). 
Seit 1985 besteht eine Städtepatenschaft mit Schwabach in Bayern.

## Bevölkerung
Die letzten Volkszählungen ergaben für die Stadt jeweils folgende Einwohnerzahlen:
| Jahr | Einwohner |
| ---- | --------- |
| 1976 | 7.365     |
| 1988 | 9.289     |
| 2002 | 10.548    |
| 2013 | 12.698    |
| 2023 | 15.630    |

## Verkehr
Durch Gossas führt die Nationalstraße N 4, die eine Nord-Süd-Querverbindung zwischen der N 3 in Diourbel und der N 1 in Kaolack bildet, dort den Saloum überquert und über Nioro du Rip sowie die gambische Transitstrecke des Trans-Gambia Highway in die südsenegalesische Casamance nach Ziguinchor führt.
Die N4 verläuft 500 Meter westlich der Bahnstrecke Dakar–Niger und parallel zu ihr durch das Stadtgebiet von Gossas. Die Bahnstrecke ist für den Güterverkehr im Erdnussbecken und mit dem Nachbarland Mali von Bedeutung.
Über die N4 ist Gossas mit dem 40 km entfernt gelegenen Flugplatz Kaolack und mit dem nationalen Luftverkehrsnetz verbunden.

## Persönlichkeiten der Stadt
- Mahammed Dionne (1959–2024), Premierminister Senegals (2014–2019)
- Cheikh Niasse (* 2000), Fußballspieler